# Do svidanija, maltjiki!
Do svidanija, maltjiki! (russisk: До свидания, мальчики!) er en sovjetisk spillefilm fra 1964 af Mikhail Kalik.

## Medvirkende
- Natalja Bogunova som Inna
- Jevgenij Steblov som Volodja Belov
- Anna Rodionova som Katja
- Nikolaj Dostal som Sasjka Krigger
- Victoria Fjodorova som Zjenja